# Chùa Tràn
Chùa Tràn hay Phúc Lâm Tự là một ngôi chùa cổ, xưa tọa lạc tại làng Tràn nên có tên này, nay thuộc thôn Khang Giang, xã Yên Đồng, huyện Ý Yên, tỉnh Nam Định. Chùa được xây dựng dưới thời nhà Lý (cuối thế kỷ 11), ban đầu chùa được dựng bằng tường đất, lợp mái rạ; tới nay, chùa đã trải qua ba lần đại trùng tu.
Trên tháp chuông của nhà chùa còn ghi lại câu đối của tiến sĩ nhà Nguyễn là Phạm Văn Nghị:
| “ | Thiên khai ngọc tỉnh ngư văn kệ Địa dũng kim liên điểu vấn kinh | ” |

| “ | Trời khơi giếng ngọc cá nghe kệ Đất nẩy sen vàng chim hỏi kinh | ” |